# Juan Orlando Hernández
Juan Orlando Hernández Alvarado, skrivs ofta som JOH, född 28 oktober 1968, är en honduransk politiker (konservativ) och affärsman. Han var Honduras president från den 27 januari 2014 till den 27 januari 2022. Han efterträddes av Xiomara Castro. Mellan 2010 och 2013 var Juan Orlando Hernández president (talman) i Honduras nationalkongress, det honduranska parlamentet. 
I juni 2020 rapporterades det att han lagts in på sjukhus efter att ha drabbats av Covid-19.
Han häktades i februari 2022 eftersom han var efterlyst i USA anklagad för bl.a. narkotikahandel. I april utlämnades han till USA.